# Van den Bergh 16
van den Bergh 16 (vdB 16) – gwiazda BD+29 565 wraz z otaczającą mgławicą refleksyjną znajdująca się w konstelacji Barana w odległości około 1000 lat świetlnych. Została skatalogowana przez Sidneya van den Bergha w jego katalogu mgławic refleksyjnych jako vdB 16.
Mgławica van den Bergh 16 wraz z mgławicą van den Bergh 13 jest zanurzona w ciemnym obłoku rozciągającym się na ponad 30 lat świetlnych. W obłoku tym mogą skrywać się niewidoczne w świetle widzialnym młode gwiazdy i protogwiazdy formujące się w gęstym obłoku molekularnym.